# Мажор
Мажор (на латински: major – „голям, велик“) е музикален термин, който обозначава звученето на определен акорд или тоналност.
- Акорд
Мажорният акорд е такъв акорд, при който интервалът между основния и следващия, подреден по възходящ ред на терца тон e голяма терца, или четири полутона. Например ла и до-диез, сол' и си и т.н.
- Тоналност
Мажорна тоналност е тази тоналност, чието основно, тоническо тризвучие е мажорно. Мажорната тоналност носи името на основния тон на акорда на това тризвучие. По правило всички основни акорди в мажорната тоналност са също мажорни (за разлика от минора).
- Нотация
При буквените означения на акордите се използват латинските букви A, B, H, C, D, E, F, G – всички те означават мажорен акорд, построен върху съответния тон A = ла, C = до и т.н. В практиката, при обозначаването на тоналностите, често вместо мажор се използва терминът 'dur – така B dur = си-бемол мажор, Е dur = ми мажор.